# Autour de Lucie
Autour de Lucie est un groupe de pop français. Formé en 1993, le groupe compte cinq albums dans les catégories pop et trip hop.

## Biographie
Valérie Leulliot (chant, guitare acoustique) et Olivier Durand (guitare), tous deux amateurs des Pale Fountains, se rencontrent en 1992 et font un concert acoustique à Paris. En 1993, ils forment le trio Autour de Lucie avec Fabrice Dumont (basse, chœurs). Après le premier album, L'Échappée belle, sorti en 1994, Olivier Durand est remplacé à la guitare par Jean-Pierre Ensuque, ce qui se traduit musicalement par un côté plus sombre et électrique du groupe sur le second album Immobile. Le batteur Bruno Saunier rejoint également le groupe, jusqu'en 1998. À cette époque, le groupe tourne aux États-Unis, où il rencontre un joli succès,.
Sorti en 2000, le troisième album, Faux mouvement, est plus électronique et trip hop, et constitue la dernière collaboration de Fabrice Dumont, bassiste et arrangeur depuis les débuts du groupe. Celui-ci part alors se consacrer à son second groupe, Télépopmusik. Frédéric Fortuny, jusqu'alors confiné aux claviers lors des tournées, intègre le groupe qui sort un quatrième album simplement intitulé Autour de Lucie en 2004, avec un nouveau venu à la basse, Sébastien Lafargue et le percussionniste Sébastien Buffet. En 2005, des projets solos éloignent les membres du groupe : Valérie travaille à son premier album solo avec Sébastien Lafargue, Frédéric travaille avec Fabrice sur une bande originale de film, tandis que les deux autres membres du groupe jouent dans d'autres formations.
Après une pause de huit ans, le groupe revient en 2013 sous forme d'un duo composé de Valérie Leulliot et de Sébastien Lafargue. Début 2015 sort le single Détache accompagné d'un clip réalisé par Olivier Gondry. L'album Ta lumière particulière sort le 20 avril 2015. Le groupe joue en concert avec Antoine Kerninon  (du groupe Memphis Deputies) aux percussions,. En 2018, le groupe lance l'« Atelier Autour de Lucie », pour y dévoiler des chansons à intervalle régulier. Le groupe revient en 2021 avec la sortie d'un EP, Bunker / Rouge invisible; et d'un clip du morceau Rouge invisible.

## Membres
- Valérie Leulliot — chant, guitare
- Sébastien Lafargue — basse, guitare
- Antoine Kerninon — batterie

## Discographie

### Albums studio
- 1994 : L'échappée belle
- 1997 : Immobile
- 2000 : Faux mouvement
- 2004 : Autour de Lucie (CD + DVD contenant 36 minutes de clips de studio et autres)
- 2015 : Ta lumière particulière[14]

### Remixes
- 1997 : Chanson sans issue (huit remix du même titre)

### EP et singles
- 1994 : Les Ciels de traîne ; Marie (ceux qui ne rêvent pas aux étoiles) ; Ces jours clairs
- 1995 : Les Brouillons ; Marie (ceux qui ne rêvent pas aux étoiles) (minimum vital mix) ; Chanson d'Yvonne (paroles de Jacques Demy, musique de Michel Legrand) (CD promo)
- 1998 : Sur tes pas ; La 2e chance (live)
- 2000 : Je reviens ; ...
- 2013 : Ta lumière particulière
- 2015 : Détache
- 2021 : Bunker / Rouge invisible

### Titres isolés
- 1993 : reprise de Ça m'avance à quoi ? de Joe Dassin sur l'album collectif L'équipe à Jojo (Columbia/Sony)
- 1995 : trois titres sur l'album collectif Un air de famille (Village Vert) : Les jolis mots, Les ciels de traîne, Till There Was You
- 1998 : Le dernier mot sur la compilation Panorama (Village Vert)
- 1998 : Si nous étions amants, avec Katerine, sur l'album collectif Comme un seul homme
- 2005 : reprise de La Rua Madureira sur On dirait Nino, album hommage à Nino Ferrer.
- 2012 : Reprise de Tombé pour la France d'Étienne Daho sur la compilation Play it girls (Fnac-Emi)

### Vidéos
- 1997 : Chanson sans issue (remix) réalisé par Rodolphe Cobetto-Caravanes